# Elip (canton)
Le canton Elip est situé dans le département du Mbam-et-Inoubou, commune de Bokito, région du centre du Cameroun. Il est composé des villages Yambassa, Balamba I et II, Bassolo, Boalondo, Bongando, Botatango, Botombo, Kilikoto et Kananga.
On y parle notamment le nulibie, une langue bantoïde méridionale du groupe yambassa central.